# Chula Chakrabongse
Chula Chakrabongse (tiếng Thái: จุลจักรพงษ์; RTGS: Chunlachakkraphong; ngày 28 tháng 3 năm 1908 - ngày 30 tháng 12 năm 1963), là một thành viên trong gia đình của các triều đại Chakri Thái Lan và của Nhà Chakkraphong. Ông là con duy nhất của Hoàng tử Chakrabongse Bhuvanath và vợ người Ukraine, Ekaterina (Catherine) Desnitskaya (sau này là Mom Catherine Na Phitsanulok). Ông là cháu nội của vua Chulalongkorn.

## Bibliography
Autobiography
- Chula Chakrabongse (1989). Koet Wang Parut เกิดวังปารุสก์ [Born in Parut Palace] (PDF) (bằng tiếng Thái) (ấn bản thứ 10). Bangkok: Phitsanulok Publishing. ISBN 9748693856. Bản gốc (PDF) lưu trữ ngày 14 tháng 10 năm 2020. Truy cập ngày 8 tháng 3 năm 2017. {{Chú thích sách}}: |script-title= không hợp lệ: thiếu tiền tố (trợ giúp)
- Chula Chakrabongse (1957). The Twain Have Met: Or, an Eastern Prince Came West. Foulis. OCLC 11760365.

Other works
- Chula Chakrabongse (1993). Chao Chiwit Sayam Kon Yuk Prachathipatai เจ้าชีวิตสยามก่อนยุคประชาธิปไตย [Siamese Lords of Life Prior to Democratic Age] (PDF) (bằng tiếng Thái) (ấn bản thứ 4). Bangkok: River Books. ISBN 9748358844. {{Chú thích sách}}: |script-title= không hợp lệ: thiếu tiền tố (trợ giúp)[liên kết hỏng]
- Chula Chakrabongse (1945). Dick Seaman, Racing Motorist (ấn bản thứ 4). G. T. Foulis & Company.
- Chula Chakrabongse (1967). Lords of Life: A History of the Kings of Thailand. Alvin Redman.